# Archipimima
Archipimima es un género de polillas tortrícidas categorizado en la tribu Atteriini, de la subfamilia Tortricinae. Fue descrito por Powell en 1986.

## Especies
- Archipimima archipiforma Razowski y Pelz, 2004
- Archipimima concavata (Meyrick, 1930)
- Archipimima consentanea Razowski, 2004
- Archipimima cosmoscelis (Meyrick, 1932)
- Archipimima flexicostalis (Dognin, 1908)
- Archipimima labyrinthopa (Meyrick, 1932)
- Archipimima sinuocostana Razowski y Wojtusiak, 2006
- Archipimima telemaco Razowski y Becker, 2011
- Archipimima tylonota (Meyrick, 1926)
- Archipimima vermelhana Razowski, 2004
- Archipimima yanachagae Razowski y Wojtusiak, 2010